# Харатін Володимир Іванович
Володи́мир Іва́нович Харатін — молодший сержант Збройних сил України.
Боєць 40-го батальйону «Кривбас». 5 місяців перебував у полоні терористів. 11 липня 2015-го повернувся до Кривого Рогу.

## Нагороди
8 серпня 2014 року — за особисту мужність і героїзм, виявлені у захисті державного суверенітету та територіальної цілісності України, вірність військовій присязі під час російсько-української війни, відзначений — нагороджений орденом «За мужність» III ступеня.